# Taking Chances
Taking Chances – to 13. anglojęzyczny i 35. z kolei album Céline Dion, wydany 7 listopada 2007 roku w Japonii i Południowej Afryce, pomiędzy 9 a 12 listopada 2007 roku w Europie, 10 listopada 2007 roku w Australii i Nowej Zelandii, i 13 listopada 2007 roku w Ameryce Północnej. Kolekcjonerska edycja, która zawiera płytę CD, DVD i perfumy w specjalnym opakowaniu została wydana 11 grudnia 2007 roku w Ameryce Północnej i 8 lutego 2008 roku w Europie. Do dzisiaj sprzedano około 3,1 milionów kopii albumu na świecie.

## Informacje o albumie
Céline Dion pracowała nad tym albumem z wieloma różnymi producentami, tworząc piosenki pop, rock i R&B. Piosenki były nagrywane głównie podczas letnich wakacji Dion, pomiędzy 15 kwietnia a 2 lipca 2007 roku.
- „Taking Chances” – napisana przez Karę DioGuardi i Davida A. Stewarta z Eurythmics, a wyprodukowana przez zwycięzcę Nagrody Grammy – Johna Shanksa. Taking Chances zostało nagrane w kwietniu 2007 roku i wydane jako pierwszy singel z albumu.
- „Alone” – jest mocną balladą napisaną przez Billy’ego Steinberga i Toma Kelly’ego, pierwotnie nagraną przez amerykański zespół Heart. Stała się światowym hitem w 1987 roku. Cover Dion został wyprodukowany przez Bena Moody'ego, byłego członka Evanescence i wydany jako drugi singel z albumu w Europie (oprócz Wielkiej Brytanii).
- „Eyes On Me” – jest piosenką o klimacie środkowo-wschodnim napisaną przez Kristiana Lundina, Savan Kotecha i australijską piosenkarkę Deltę Goodrem, a wyprodukowaną przez Lundina. Eyes on Me zostało wydane jako drugi singel z albumu w Wielkiej Brytanii.
- „My Love” została napisana specjalnie dla Dion przez Linda'ę Perry, która także wyprodukowała tę piosenkę.
- „Shadow of Love” – napisana przez Andersa Bagge, Aldo Nova i Petera Sjöström, a wyprodukowana przez Johna Shanksa.
- „Surprise Surprise” jest drugą piosenką z albumu napisaną przez Karę DioGuardi (tym razem, przy współpracy z Martinem Harringtonem i Ashem Howes). Surprise Surprise została wyprodukowana przez Emanuela „Eman” Kiriakou i DioGuradi.
- „This Time” – napisana przez Davida Hodgesa, Bena Moody'ego and Stevena McMorrana, a wyprodukowana przez Moody'ego i Hodgesa. Piosenka opowiada o znieważonej kobiecie wydostającej się na wolność.
- „New Down” – jest ewangeliczną piosenką napisaną i wyprodukowaną przez Lindę Perry. Piosenka była pierwotnie nagrana przez Perry na jej albumie z 1991 roku „After Hours”.
- „A Song for You” – jest ciężką pianinową balladą napisaną przez Andersa Bagge'a, Aldo Nova i Roberta Wellsa, a wyprodukowaną przez Bagge'a.
- „A World to Belive In” – jest kolejną piosenką wyprodukowaną przez Johna Shanksa, a napisaną przez Tino Izzo i Rosannę Ciciolę. Nowa wersja, która jest zaśpiewana w duecie z Yuną Ito, została wydana jako drugi singel z albumu w Japonii.
- „Can't Fight the Feelin'” – jest jedną z pięciu piosenkek napisanych na ten album przez Aldo Novę. Piosenka została wyprodukowana przez Johna Shanksa i Novę.
- „I Got Nothin' Left” – napisana przez amerykańskiego piosenkarza Ne-Yo i Charlesa Harmona, a wyprodukowana przez Chuca Harmony'ego i Ne-Yo.Ostatni pisarz jest autorem hitu Beyoncé „Irreplaceable”, a Ne-Yo napisał hit „Unfaithful” z repertuaru Rihanny
- „Right Next to the Right One” – pierwotnie napisana i nagrana przez Tima Christensena, stała się hitem w Danii w 2002 roku. Wersja Dion została wyprodukowana przez Christophera Neila. Piosenka chociaż nie była wydana jako singel, weszła do zestawienia duńskiej listy najlepszych singli na 13 pozycję, odpowiednio do cyfrowych pobrań.
- „Fade Away” – napisana przez Peera Astroma, Davida Stenmarcka i Aldo Novę, a wyprodukowana przez Astroma.
- „That's Just a Woman in Me” jest bluesową piosenką napisaną przez Kimberly Rew, a nagraną przez Katrina and the Waves w latach osiemdziesiątych, którzy jej nie wydali aż do 2003 roku. Wersja Dion została wyprodukowana przez Johna Shanksa.
- „Skies of L.A.” została napisana przez Christophera 'Tricky' Stewarta, The-Dream i Thaddisa Harella, a wyprodukowana przez 'Tricky' i Kuk'A Harella. The Dream i 'Tricky' są odpowiedzialni między innymi za hit Rihanny „Umbrella”.
- „Map to My Heart” – napisana przez Guy Roche i Shelly Peiken, a wyprodukowana przez Roche. Piosenka jest umieszczona na singlu „Taking Chances”, japońskiej wersji albumu, oraz jako bonusowa piosenka w albumie dostępnym na iTunes.
- „The Reason I Go On” – jest włączona do japońskiej wersji albumu. Została napisana przez Christiana Leuzzi, Aldo Novę i A. Borgius, a wyprodukowana przez Bena Moody'ego i Davida Hodgesa. Jest dostępna także na przedpremierowej wersji albumu na iTunes.

## Promocja albumu
W październiku i listopadzie 2007 roku Céline Dion promowała „Taking Chances” w Europie (Wielka Brytania, Francja, Włochy i Niemcy) i Ameryce Północnej. Odwiedziła ponownie Francję w styczniu 2008 roku. 14 lutego 2008 roku w RPA Dion rozpoczęła swoją światową trasę koncertową „Taking Chances Tour”. Po odwiedzeniu 5 kontynentów, trasa została zakończona 30 stycznia 2009 roku w USA.

## Sprzedaż albumu
Do dzisiaj album sprzedał się w nakładzie około 3,1 mln kopii na świecie. Został certyfikowany jako złoty, platynowy i multi-platynowy w wielu różnych krajach. W Kanadzie album doszedł do pierwszego miejsca na oficjalnej liście albumów i był najczęściej sprzedawanym krążkiem w pierwszym tygodniu 2007 roku (79 354 sprzedanych kopii). W Kanadzie „Taking Chances” był również jednym z najlepiej sprzedających się albumów 2007 roku (320 000 sprzedanych kopii). W Wielkiej Brytanii sprzedano dotychczas 350 000 kopii krążka i certyfikowano go platyną. W Japonii album osiągnał sprzedaż 125 000 kopii. W USA Taking Chances zadebiutował na trzecim miejscu listy Billboard 200 ze sprzedażą 214 556 kopii, a do dzisiaj sprzedał się w nakładzie 1 000 000 kopii i uzyskał status platynowej płyty. Album zadebiutował również na drugiej pozycji w United World Chart ze sprzedażą 454 000 kopii (509 550 razem z krajami, których nie pokrywa United World Chart).

## Wersje albumu
Wydania fizyczne :
- CD – 16-trackowa standardowa wersja albumu
- CD – 18-trackowa wersja albumu (tylko w Japonii)
- CD/DVD deluxe edition – zawierająca standardową wersję CD oraz dodatkowo jako bonus DVD z fragmentami filmowymi, które w całości znajdą się na DVD Live In Las Vegas... A New Day wśród nich m.in. fragmenty show z Las Vegas, materiały z przygotowań do występu, skrócone wersje: Dzień z życia Celine i Uznanie fanów (w tajwańskiej wersji dodatkowo umieszczono jeszcze 5 pocztówek z fotografiami piosenkarki)
- CD/DVD/Perfume collector's edition – wersja CD/DVD deluxe edition dodatkowo zawierająca buteleczkę perfum Céline Dion Enchanting – wszystko w specjalnym opakowaniu opatrzonym dodatkowo szesnastoma zdjęciami Céline nawiązującymi do poligrafii płyty – wersja ukazała się 11 grudnia 2007
- CD/DVD Wal-Mart exclusive 2-pack – zawierająca standardową wersję CD oraz DVD Taking Chances:The Sessions ze scenami pochodzącymi z sesji nagraniowych do albumu

Wydania cyfrowe :
- iTunes wersja standardowa – zawierająca 16 utworów
- iTunes wersja bonus track – zawierająca 17 utworów (dodatkowy utwór Map To My Heart) oraz cyfrowy booklet
- iTunes wersja deluxe – zawierająca 17 utworów (dodatkowy utwór Map To My Heart), 4 filmy z DVD Live In Las Vegas...A New Day oraz cyfrowy booklet

| Państwo                          | Data              | Wytwórnia                      | Format         | Katalog       |
| -------------------------------- | ----------------- | ------------------------------ | -------------- | ------------- |
| Japonia                          | 7 listopada 2007  | Sony Music Entertainment Japan | CD             | 4547366034202 |
| Austria, Niemcy                  | 9 listopada 2007  | Sony BMG                       | CD             | 88697081142   |
| Szwajcaria                       | 9 listopada 2007  | Sony BMG                       | CD             | 88697081142   |
| Szwajcaria                       | 9 listopada 2007  | Sony BMG                       | CD/DVD         | 88697147842   |
| Australia, Nowa Zelandia         | 10 listopada 2007 | Sony BMG                       | CD             | 88697081142   |
| Australia, Nowa Zelandia         | 10 listopada 2007 | Sony BMG                       | CD/DVD         | 88697147842   |
| Francja, Polska, Wielka Brytania | 12 listopada 2007 | Sony BMG                       | CD             | 88697081142   |
| Francja, Polska, Wielka Brytania | 12 listopada 2007 | Sony BMG                       | CD/DVD         | 88697147842   |
| Kanada, USA                      | 13 listopada 2007 | Sony BMG                       | CD             | 88697081142   |
| Kanada, USA                      | 13 listopada 2007 | Sony BMG                       | CD/DVD         | 88697147842   |
| Kanada, Kanda                    | 11 grudnia 2007   | Sony BMG                       | CD/DVD/Perfumy | 88697147862   |
| Austria, Szwajcaria              | 8 lutego 2008     | Sony BMG                       | CD/DVD/Perfumy | 88697147862   |
| Polska                           | 11 lutego 2008    | Sony BMG                       | CD/DVD/Perfumy | 88697147862   |
| Wielka Brytania                  | 25 lutego 2008    | Sony BMG                       | CD/DVD/Perfumy | 88697147862   |

## Lista utworów
| #                                         | Tytuł                                                           | Autorzy                                     | Czas trwania |
| ----------------------------------------- | --------------------------------------------------------------- | ------------------------------------------- | ------------ |
| 1.                                        | Taking Chances                                                  | K. DioGuardi, D. A. Stewart                 | 04:07        |
| 2.                                        | Alone                                                           | B. Steinberg, T. Kelly                      | 03:23        |
| 3.                                        | Eyes On Me                                                      | K. Lundin, S. Kotecha, D. Goodrem           | 03:53        |
| 4.                                        | My Love                                                         | L. Perry                                    | 04:08        |
| 5.                                        | Shadow of Love                                                  | A. Bagge, A. Nova, P. Sjöström              | 04:10        |
| 6.                                        | Surprise Surprise                                               | K. DioGuardi, M. Harrington, A. Howes       | 05:14        |
| 7.                                        | This Time                                                       | D. Hodges, B. Moody, S. McMorran            | 03:47        |
| 8.                                        | New Dawn                                                        | L. Perry                                    | 04:45        |
| 9.                                        | A Song for You                                                  | A. Bagge, A. Nova, R. Wells                 | 03:27        |
| 10.                                       | A World to Believe In                                           | T. Izzo, R. Ciciola                         | 04:08        |
| 11.                                       | Can't Fight the Feelin'                                         | A. Nova                                     | 03:51        |
| 12.                                       | I Got Nothin' Left                                              | Ne-Yo, C. Harmon                            | 04:20        |
| 13.                                       | Right Next to the Right One                                     | T. Christensen                              | 04:10        |
| 14.                                       | Fade Away                                                       | P. Astrom, D. Stenmarck, A. Nova            | 03:17        |
| 15.                                       | That's Just the Woman in Me                                     | K. Rew                                      | 04:33        |
| 16.                                       | Skies of L.A.                                                   | C. Stewart, The-Dream, T. Harrell           | 04:24        |
| Bonus tracks (na japońskiej wersji płyty) |                                                                 |                                             |              |
| 17.                                       | Map to My Heart                                                 | G. Roche, S. Peiken                         | 04:15        |
| 18.                                       | The Reason I Go On                                              | C. Leuzzi, A. Nova, A. Borgius              | 03:42        |
| DVD (deluxe edition)                      |                                                                 |                                             |              |
| 1.                                        | Exclusive sneak preview from „Live in Las Vegas – A New Day...” |                                             | 07:24        |
| 2.                                        | The Power of Love from „Live in Las Vegas – A New Day...”       | C. Rouge, G. Mende, M.S. Applegate, J. Rush | 03:38        |
| 3.                                        | I Drove All Night from „Live in Las Vegas – A New Day...”       | B. Steinberg, T. Kelly                      | 04:29        |
| 4.                                        | I Surrender from „Live in Las Vegas – A New Day...”             | L. Biancaniello, S. Watters                 | 05:15        |
| 5.                                        | I Wish from „Live in Las Vegas – A New Day...”                  | S. Wonder                                   | 04:16        |
| DVD (Wal-Mart exclusive 2-pack)           |                                                                 |                                             |              |
| 1.                                        | That's Just the Woman in Me (recording session)                 | K. Rew                                      | 03:30        |
| 2.                                        | Alone (recording session)                                       | B. Steinberg, T. Kelly                      | 08:12        |
| 3.                                        | Eyes On Me (recording session)                                  | K. Lundin, S. Kotecha, D. Goodrem           | 08:27        |
| 4.                                        | A Song for You (recording session)                              | A. Bagge, A. Nova, R. Wells                 | 08:49        |
| 5.                                        | Surprise Surprise (recording session)                           | K. DioGuardi, M. Harrington, A. Howes       | 05:44        |
| 6.                                        | A World to Believe In (recording session)                       | T. Izzo, R. Ciciola                         | 06:18        |

## Certyfikaty i sprzedaż
| Kraj                               | Pozycja | Certyfikat | Sprzedaż  |
| ---------------------------------- | ------- | ---------- | --------- |
| Kanada Albums Chart                | 1(3)    | 4x Platyna | 400 000   |
| RPA Albums Chart                   | 1(2)    | 3x Platyna | 125 000   |
| Chiny Albums Chart                 |         | 2x Platyna | 100 000   |
| Irlandia Albums Chart              | 6(2)    | 2x Platyna | 30 000    |
| USA Billboard 200                  | 3       | Platyna    | 1 000 000 |
| USA Billboard Top Internet Albums  | 1       | Platyna    | 1 000 000 |
| UK Albums Chart                    | 5       | Platyna    | 360 000   |
| Włochy Albums Chart                | 5       | Platyna    | 100 000   |
| Australia Albums Chart             | 12      | Platyna    | 70 000    |
| Dania Albums Chart                 | 2       | Platyna    | 40 000    |
| Szwajcaria Albums Chart            | 1       | Platyna    | 30 000    |
| Belgia Flandria Albums Chart       | 7(2)    | Platyna    | 30 000    |
| Belgia Wallonia Albums Chart       | 3       | Platyna    | 30 000    |
| Hongkong Album Chart               |         | Platyna    | 20 000    |
| Japonia Albums Chart               | 6       | Złoto      | 125 000   |
| Japonia International Albums Chart | 2       | Złoto      | 125 000   |
| French Albums Chart                | 2       | Złoto      | 127 000   |
| Holandia Albums Chart              | 4       | Złoto      | 45 000    |
| Hiszpania Albums Chart             | 8       | Złoto      | 40 000    |
| Szwecja Albums Chart               | 8       | Złoto      | 20 000    |
| Finlandia Albums Chart             | 13      | Złoto      | 15 000    |
| Austria Albums Chart               | 3(2)    | Złoto      | 10 000    |
| Portugalia Albums Chart            | 9       | Złoto      | 10 000    |
| Polska Albums Chart                | 21      | Złoto      | 10,000    |
| Rosja                              |         | Złoto      | 10 000    |
| Singapur Albums Chart              |         | Złoto      | 8 000     |
| Nowa Zelandia Albums Chart         | 4       | Złoto      | 7 500     |
| Węgry Albums Chart                 | 12      | Złoto      | 3 000     |
| Niemcy Albums Chart                | 5       |            | 75 000    |
| Brazylia Albums Chart              | 25      |            | 15 000    |
| Filipiny                           |         |            | 13 000    |
| Indie                              |         |            | 10 000    |
| Korea Południowa                   |         |            | 10 000    |
| Grecja Albums Chart                | 10      |            |           |
| Grecja International Albums Chart  | 2       |            |           |
| Argentyna Albums Chart             | 4       |            |           |
| Norwegia Albums Chart              | 7       |            |           |
| Czechy Albums Chart                | 17      |            |           |
| Estonia Albums Chart               | 19      |            |           |
| Meksyk Albums Chart                | 40      |            |           |
| =                                  |         |            |           |
| Europa                             | 1(2)    | Platyna    | 1 000 000 |
| Świat                              | 2       | Platyna    | 3 500 000 |

## United World Chart
| Tydzień # | Pozycja | Sprzedaż tygodniowa | Całkowita sprzedaż |
| --------- | ------- | ------------------- | ------------------ |
| 1         | 2       | 454 000             | 454 000            |
| 2         | 4       | 296 000             | 750 000            |
| 3         | 4       | 249 000             | 999 000            |
| 4         | 6       | 240 000             | 1 239 000          |
| 5         | 9       | 257 000             | 1 496 000          |
| 6         | 11      | 337 000             | 1 833 000          |
| 7         | 8       | 188 000             | 2 021 000          |
| 8         | 10      | 96 000              | 2 117 000          |
| 9         | 9       | 74 000              | 2 191 000          |
| 10        | 17      | 55 000              | 2 246 000          |
| 11        | 23      | 49 000              | 2 295 000          |
| 12        | 28      | 41 000              | 2 336 000          |
| 13        | 35      | 37 000              | 2 373 000          |
| 14        | 30      | 49 000              | 2 422 000          |
| 15        | 24      | 43 000              | 2 465 000          |
| 16        | 38      | 35 000              | 2 500 000          |

## Sprzedaż w Polsce
| Oficjalna Lista Sprzedaży OLiS |    |    |    |    |     |    |     |    |     |    |    |
| Tydzień                        | 01 | 02 | 03 | 04 | ... | 08 | ... | 11 | ... | 32 | 33 |
| Pozycja                        | 21 | 25 | 45 | 40 | -   | 50 | -   | 48 | -   | 47 | -  |

W Polsce album sprzedał się w nakładzie 10 000 kopii i 12 października 2007 uzyskał status złotej płyty.